# Broeder van de Orde van de Nederlandse Leeuw

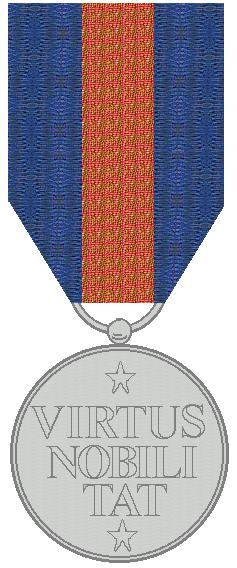
Medaille van een Broeder van de Orde van de Nederlandse Leeuw, keerzijde met de ordespreuk

De Orde van de Nederlandse Leeuw kende tot 1994 de klasse van Broeder.
De broeders waren geen leden van de orde maar waren aan deze orde "verbonden". De wet op de Orde van de Nederlandse Leeuw van 29 september 1815 sprak in de artikelen 5 en 10 van de "Broeders van de Orde van de Nederlandschen Leeuw" en stelde vast dat deze graad was bestemd voor "achtenswaardige personen in welken de behoeften en zorgen, aan de lagere standen der maatschappij verbonden, het edel vuur der menschenliefde niet hebben uitgedoofd".
Ondanks de bezwaren van de Raad van State was deze graad er gekomen en de Broeders ontvingen, zo stelde de wet vast, jaarlijks een toelage van 200 gulden. De helft daarvan werd aan hun eventuele weduwen uitgekeerd.

## Het versiersel van de Broeders
De broeders droegen een zilveren medaille met een Nederlandse Leeuw op de voorzijde en het motto van de Orde "Virtus Nobilitat" (Latijn voor "Deugd Adelt") op de keerzijde aan een lint dat drie vingeren breed was op de linkerborst. Het lint was nassaublauw-oranje-nassaublauw gekleurd.

## De jaarlijkse toelage
Al kort na de instelling van de orde werd er op de toelagen gekort. In 1819 stond er voor de 55 broeders 11.000 gulden op de begroting. Dit bedrag werd in de daaropvolgende jaren niet verhoogd zodat nieuwbenoemde broeders geen toelage konden ontvangen. Sommigen kregen na jaren wachten de helft of een derde van waar zij recht op hadden. Waren zij in overheidsdienst dan werd dit bedrag vervolgens weer in mindering gebracht op hun loon.
Ook de weduwen van de broeders wachtten, hoe arm zij ook waren, soms jaren op de halve toelage waarop de wet hun recht gaf. De weinige buitenlandse broeders -meestal gedecoreerd vanwege het redden van Nederlandse drenkelingen en soms omdat zij viceconsul waren- kregen, als was het vanzelfsprekend, geen toelage.

## De geschiedenis van de Broeders

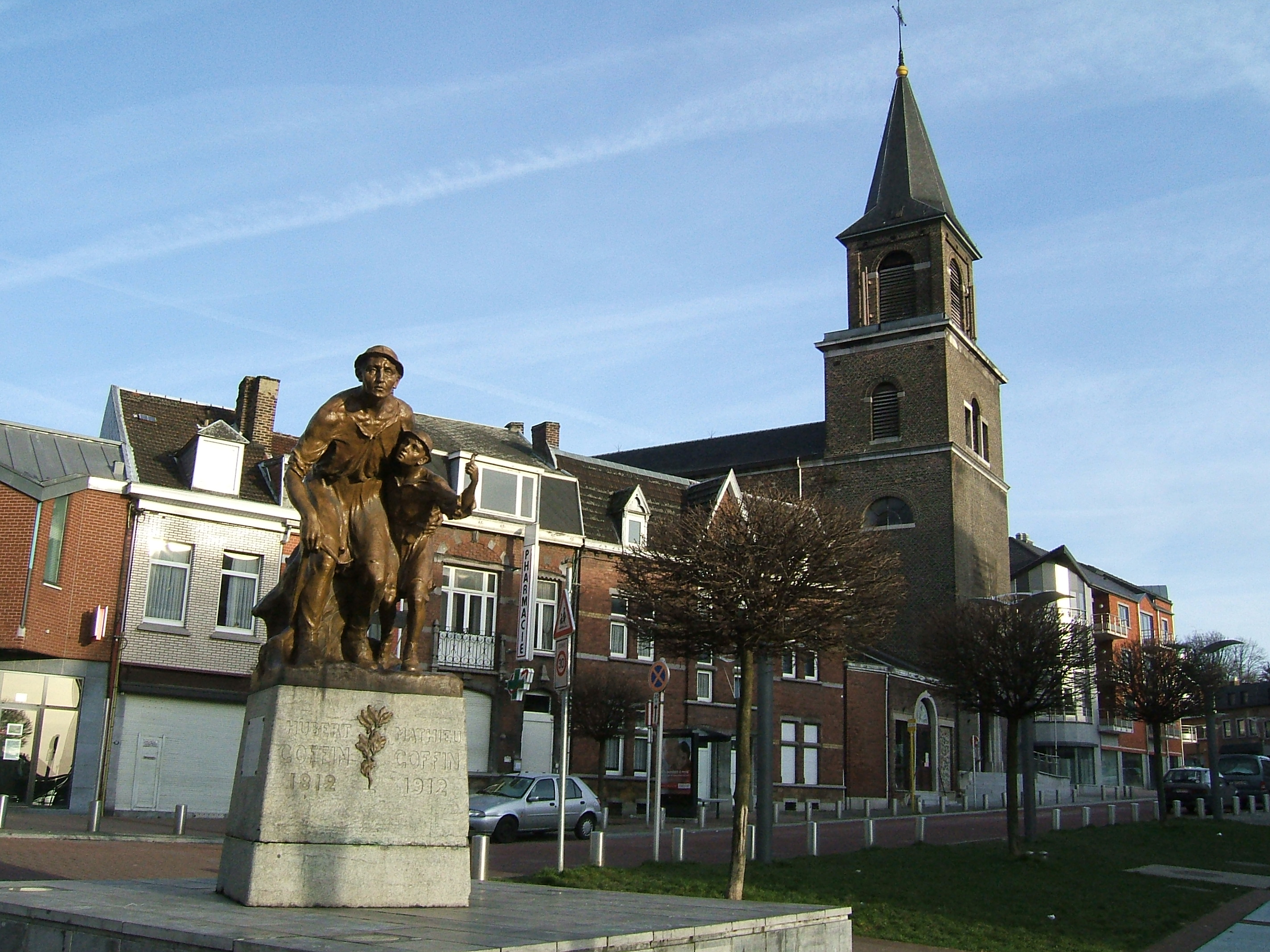
Hubert Goffin en zijn zoon, Place Nicolais in Ans (Oscar Berchmans)

De "Dannebrogman", een aan de 1808 hervormde Deense Orde van de Dannebrog verbonden rang, zal voor de Nederlandse regering model hebben gestaan bij het instellen van de broederschap. Na de Franse revolutie en de voor die tijd democratische en standenloze orde van het Legioen van Eer, was het duidelijk dat onderscheidingen nu ook aan niet-adellijke onderdanen dienden te worden verleend. Een benoeming van een ambachtsman in de graad van ridder was in Nederland desondanks nog ondenkbaar.
In de eerste jaren na 1815 werden nog zeer verdienstelijke en aanzienlijke burgers tot broeder benoemd. Artsen, kunstenaars zoals Henricus Bauer, Eise Eisinga (de bouwer van een planetarium), notarissen en onderwijshervormers als Hendrik Wester en J.K. Molter werden allen broeder van de orde van de Nederlandse Leeuw. Sommige broeders werden later alsnog ridder in de Orde van de Nederlandse Leeuw. In deze gevallen werd de benoeming tot broeder weer ongedaan gemaakt en verviel het pensioen.
Een aantal heren werd broeder omdat zij zich hadden onderscheiden als "mensenredders". Onder hen moet Hubert Goffin genoemd worden die in 1812 in Luik zeventig mijnwerkers redde en daarvoor als legionaire, en na 1818 dus als ridder, in het Legioen van Eer werd opgenomen. Toen hij, als zovelen in 1815, vroeg om in de orde van de Nederlandse Leeuw te worden opgenomen werd hij onwaardig bevonden om ridder in de Orde van de Nederlandse Leeuw te zijn en moest deze Franse ridder een Nederlandse broeder worden.
In 1842 werd 14.000 gulden begroot voor een maximaal aantal van 70 broeders. Aan dat maximum werd streng de hand gehouden en vanaf 1883 koos de ministerraad voor een decoratiebeleid waarbij steeds minder broeders werden benoemd. De ministeries hechtten zelf wel aan een aantal "eigen" benoemingen zodat een departement bij een opengevallen plaats die door een ambtenaar van dat departement was vervuld ook zelf weer een vervanger uit eigen kring voordroeg.
Ook in Nederlands-Indië, op de Antillen en in Suriname werden broeders benoemd.
Soms werd de broeder-medaille verleend om een gewaardeerd persoon van een aanvullend pensioen te laten genieten. De orde werd gaandeweg de 19e eeuw steeds vaker door ministers en andere hoogwaardigheidsbekleders gebruikt om hun kamerbewaarders te decoreren. In 1937 waren elf van de zeventien in dat jaar benoemde broeders kamerbewaarder. Op deze gang van zaken was veel kritiek; men ging de broedermedaille spottend de "Orde van de Kamerbewaarders" noemen. Ook het personeel van de kamers werd geregeld tot broeder benoemd.
Daarnaast bleef de onderscheiding, ook na de instelling van de orde van Oranje-Nassau en de (nooit verleende) Reddingsmedaille van de Huisorde van Oranje, in gebruik om redding uit gevaar te belonen. Een van de broeders was dan ook de bekende "Heldersche menschenredder" Dorus Rijkers.

## De Broederschap in de 20e eeuw
Ook dames werden in de 20e eeuw als broeder verbonden aan de orde van de Nederlandse Leeuw; de eerste voordracht was in 1907 gedaan maar werd door minister mr. dr. Dirk Fock afgewezen omdat het in strijd met de wet zou zijn om een vrouw te benoemen als broeder. In 1921 werd 70-jarige Johanna Goozen, vroedvrouw in Oudewater, voorgedragen voor een eremedaille verbonden aan de Orde van Oranje-Nassau. Om haar in haar diepe armoede, zij had een pensioen van iets meer dan 400 gulden per jaar, te ondersteunen besloot minister Aalberse om haar bij de koningin voor te dragen als broeder en zo werd zij op 1 augustus 1921 aan de orde van de Nederlandse Leeuw verbonden.
In 1924 volgde de benoeming van Fenna Brink, een eenvoudige vrouw die in het beruchte Veendam in een buurt vol "drank, ellende en twist" een zondagsschool had geopend. Volgens de voordracht was de "toestand in dat stadsgedeelte geheel ten goede verbeterd".
De zuivering van de Nederlandse ridderorden na de Duitse en Japanse bezetting kostte een van de broeders zijn decoratie.
De stijgende prijzen in Nederland brachten de Tweede Kamer er in 1949 toe om aan te dringen op verdubbeling van de toelage. De betrokken ambtenaren kwamen daarop in 1956 met een wetsvoorstel dat dat ook werkelijk regelde.
Tijdens de regering van koningin Juliana werd de broederschap vooral een onderscheiding voor de bemanning van de reddingsboten. De vele voorgedragen kamerbewaarders en conciërges werden geen broeders meer en op 8 april 1960 werd J. van Putten, machinist op een reddingsboot van de K.N.Z.H.R.M., de laatstbenoemde broeder van de orde van de Nederlandse Leeuw.
Op 15 april 1994 verklaarde een Rijkswet de artikelen 5 en 10 van de Wet op de Orde van de Nederlandse Leeuw buiten werking en daarmee kwam er ook formeel een einde aan het broederschap. De laatste broeders en hun weduwen waren reeds gestorven.

## Voetnoten
1. ↑  J.A. van Zelm van Eldik, Moed en deugd. Ridderorden in Nederland. 2003, Deel II, blz. 763

Museummedaille ·
Erepenning ·
Medaille van de Maatschappij tot Redding van Drenkelingen ·
Doggersbank-medaille ·
Broeder van de Orde van de Nederlandse Leeuw ·
Antwerpsche Medaille 1832 ·
Onderscheidingsteken voor Langdurige, Eerlijke en Trouwe Dienst ·
Eremedaille voor Kunst en Wetenschap ·
Eremedaille voor Voortvarendheid en Vernuft ·
De Ruyter-medaille ·
Regeringsmedaille ·
Medaille van het Carnegie Heldenfonds ·
Medaille van Verdienste van het Nederlandse Rode Kruis ·
Medaille voor trouwe dienst van het Nederlandse Rode Kruis ·
Erkentelijkheidsmedaille 1940-1945 ·
Inhuldigingsmedaille 1948 ·
Herinneringsmedaille Luchtbescherming 1940-1945 ·
Medaille van de Noord- en Zuid-Hollandsche Redding Maatschappij ·
Zilveren Anjer · 
Cultuurfonds Onderscheiding · 
Vrijwilligersmedaille Openbare Orde en Veiligheid ·
Vaardigheidsmedaille van de Nederlandse Sport Federatie ·
Inhuldigingsmedaille 1980 ·
Herinneringsmedaille VN-Vredesoperaties ·
Herinneringsmedaille Multinationale Vredesoperaties ·
Herinneringsmedaille Internationale Missies ·
Huwelijksmedaille 2002 ·
Herinneringsmedaille Buitenlandse Bezoeken ·
Marinemedaille ·
Landmachtmedaille ·
Marechausseemedaille ·
Luchtmachtmedaille
Zie ook: Ridderorden en onderscheidingen in Nederland